# Krzysztof Gąszewski
Krzysztof Gąszewski (ur. 24 lipca 1967) – polski muzyk grający na harmonijkach ustnych. Jest znany ze swojego wszechstronnego stylu gry na harmonijce ustnej, który obejmuje różnorodne gatunki muzyczne, takie jak jazz, rock czy blues.
W swojej karierze Gąszewski nagrywał i koncertował m.in. z Joanną Pilarską, Gabrielem Fleszarem, zespołami RUST, CETI, Sweet Noise, Blueską oraz Wolnym Bandem. Był założycielem Poznańskiej Orkiestry Harmonijkowej oraz zespołu Reed Vibration.
W 2003 roku Gąszewski poprowadził największą na świecie orkiestrę harmonijkową, złożoną z 750 osób, i tym samym pobił rekord Guinnessa w ramach obchodów 750-lecia miasta Poznania.
W 2009 roku na największym harmonijkowym festiwalu na świecie World Harmonica Festival w Trossingen w Niemczech, zajął drugie miejsce w kategorii jazz-diatonic, wykonując utwór „Girl from Ipanema” autorstwa Antônio Carlosa Jobima. W konkurencji bluesowej, wspólnie z Wojtkiem Więckowskim na gitarze, zajęli szóste miejsce wykonując kompozycję Wojtka pod tytułem „Blue Note”.
Gąszewski jest również zaangażowany w organizowanie koncertów i festiwali bluesowych. W latach 2014–2018 organizował comiesięczne jam-sessions w legendarnym poznańskim klubie Alligator.

## Dyskografia

### Z Bandą Dzika
- 2001 Banda Dzika Moje Kobiety[6].

### Jako SmoothHarp
- 2010 SmoothHarp singiel No Movies[7]

### Z Joanną Pilarską
- 2014 Pilarska & Gąszewski Blues live in Poznań[8]

### Gościnnie
- 1994 CETI RASIZM
- 2000 NFB Może to nie tak
- 2007 Zendo Tavern Zendo Tavern
- 2007 Wolny Band Chwila Wolnego
- 2009 Urszula Chojan Świat w kolorze
- 2013 Blueska Bankrut